# Muurtrechtertje
Het muurtrechtertje (Arrhenia rickenii) is een schimmel behorend tot familie Hygrophoraceae. Hij leeft saprotroof tussen mos op kalkrijke muurtjes.

## Verspreiding
In Nederland komt het muurtrechtertje vrij zeldzaam voor. Het staat op de rode lijst in de categorie 'Bedreigd'.